# Tyske Ludder
I Tyske Ludder sono un gruppo musicale EBM tedesco attivo dal 1989.

## Formazione
- Claus Albers (dal 1989)
- Olaf A. Reimers (dal 1989)
- Ralf Homann (dal 1991)
- Jay Taylor (dal 2014)

## Discografia

### Album
- 1994: Bombt die Mörder?
- 1995: Dalmarnock
- 2006: Союз (Sojus)
- 2006: Bombt die Mörder? (riedizione)
- 2006: Dalmarnock (riedizione)
- 2009: Anonymous
- 2011: Diaspora

### EP
- 1996: Creutzfeld
- 2006: Creutzfeld (riedizione)
- 2008: SCIENTific technOLOGY
- 2013: Bambule